# Ludwig-Missionsverein
La Ludwig-Missionsverein (letteralmente, in italiano, "società missionaria di Ludovico") fu fondata nel 1838 da Ludovico I, re di Baviera, come opera missionaria per l'assistenza religiosa agli emigrati tedeschi del Nord America.
Nel 1839 si unì all'Opera della Propagazione della Fede di Lione; tornò indipendente nel 1844 e ottenne il diritto di inviare direttamente le risorse finanziarie alle missioni.
Nel 1848 iniziò a pubblicare gli Annalen der Verbreitung des Glaubensebbe, un'edizione degli annali della propagazione della fede, e nel 1918 la rivista Die Weltmission der katholischen Kirche.